# Shenzhou 7
Shenzhou 7 er den tredje kinesiske bemandede rumflyvning. Det er Kinas første flyvning med tre personer om bord og var Kinas første rumvandring. Fra Shenzhou 7 blev der frigjort en mikrosatellit med et CCD stereokamera, der optog 3D billeder af rumskibet og rumvandringen på 13 minutter. Det var den 298. rumvandring i historien.
Flyvningen bruger Shenzhoufartøjet og blev opsendt med Lange March 2F-raketter fra Kosmodrom Jiuquan d. 25. september 2008 klokken 21:10 kinesisk tid (15:10 dansk sommertid) og landede d. 28. september 2008 klokken 17:39 kinesisk tid (11:39 dansk sommertid). Dens kredsløb var i 373 kilometers højde. 
På Xinhua (det officielle kinesiske nyhedsbureau) var der om torsdagen inden afsendelse ved en fejl en artikel som tilsyneladende viste de tre astronauter snakke sammen mens de er i kredsløb om jorden. Artiklen var på www.xinhua.org i nogle timer inden den blev fjernet igen..  

## Besætning
Det blev meddelt den 17. september 2008 hvilke astronauter der skulle med:
- Zhai Zhigang, leder
- Liu Boming
- Jing Haipeng

De er alle født i 1966. Rumvandringen blev foretaget af Zhai Zhigang.

### Backup besætning
- Chen Quan, leder
- Fei Junlong
- Nie Haisheng

## Højdepunkter
På missionen vil der blive afprøvet en kinesisk udviklet rumdragt, Feitian, til at foretage arbejde udenfor rumskibet. Formålet er at øve sig i at kunne foretage rumvandringer da det skal bruges i de senere rummissioner i forbindelse med bygning af et rumlaboratorium og senere en rumstation. Kina er ikke med i Den Internationale Rumstation.